# 陶述
陶述（1923年6月13日—），台灣女演員，本名陶宗生，觀眾多暱稱她為「陶姑媽」。

## 生平
陶述原籍北京，生於天津，並在該市長大。七七事變之後，陶家搬到濟南。學生時代，她便常參與校內戲劇表演。因父親去世之故，身為長女的她高中畢業後就不再升學，而開始經商。1944年，平津路中斷，陶家的巧佳商行由委託行改為服裝店。由於交通不便，電影亦難以引進，濟南城內舞臺劇興盛。陶述受同學之邀組成「濟南劇社」，後來成為知名演員的王孫即為該劇團成員。因劇團演出轟動，加之妹妹隨同學前往大後方，陶述受到日本憲兵密切關注，不得不離開濟南。她隻身到南京，考入國立體育專科學校，重新當起學生。一年後，抗戰勝利，她回到濟南，加入唐訥領導的中國實驗劇團，同團演員還有王宇、曹健等。1947年，陶述再度到南京，考進戴陞主持的中國戲劇協會，接受戲劇訓練。之後，她到上海，考上中華民國空軍打字員，原打算與弟妹一同隨軍赴台，但此時遇見戲劇界的朋友曹健等，於是眾人組成裝甲兵部隊火牛劇團。
抵臺後，陶述曾待過火牛劇團、新聲劇團、天聲劇團、裝甲兵金鋼劇團、嘉義空軍話劇團、力行劇團，並於1955年加入空軍大鵬劇團。1964年，她開始在台視演出電視劇。其後四十年，她在小螢幕上以好母親、好奶奶形象著稱，代表作有《陶姑媽劇集》、《星星知我心》、《包青天　孝子章洛》等。1965年，中央電影公司總經理龔弘看了陶述演出的電視劇後，決定邀她演出電影《雷堡風雲》；陶述從此步入影壇。1995年，她受導演王童之邀，於其自傳電影《紅柿子》中，扮演以其外婆為原型的角色，並以此入圍第33屆金馬獎最佳女主角。
陶述與中華民國空軍軍人王子軒於1951年8月結婚，婚後育有一子一女；但1955年長子於三歲時夭折，她為此相當自責，沒有注意到自己懷孕了，同年又在舞臺上流產一次。1990年代，她決定搬到有老友為伴的養老院居住。她晚年罹患糖尿病，由看護照顧。

## 演出作品

### 電影
- 雷堡風雲（1965）
- 幾度夕陽紅（1966）...李夢竹的奶媽
- 幾度夕陽紅大結局（1966）...李夢竹的奶媽
- 巫山點點愁（1968）
- 破曉時分（1968）
- 珊瑚（1968）
- 情關（1968）
- 八美圖（1969）
- 姜子牙下山（1969）...馬氏
- 福祿壽（1969）
- 青葉子（1969）
- 今天不回家（1969）...洪敬德岳母
- 黑牛與白蛇（1969）
- 丈夫與我（1969）
- 我還是永遠愛著你（1969）
- 再見阿郎（1970）
- 路客與刀客（1970）
- 吉人天相（1970）
- 添福添壽（1970）
- 雪嶺劍女（1970）...雪嶺醜婆
- 苦情花（1970）
- 歌王歌后（1970）
- 妹妹要我嫁（1970）
- 太太回娘家（1970）
- 像霧又像花（1970）
- 我要結婚（1970）
- 吉屋招租（1971）
- 八仙渡海掃妖魔（1971）
- 甘羅拜相（1971）
- 最長的約會（1971）
- 家家有本難唸的經（1971）
- 百醜大全（1971）
- 騙術大王（1971）
- 騙術奇譚（1971）
- 母與女（1971）
- 唐山五兄弟（1972）
- 鬼馬女歌手（1972）
- 東西南北風（1972）
- 心有千千結（1973）...李媽
- 近水樓台（1974）
- 大通緝令（1974）
- 擒兇（1974）
- 愛的小屋（1974）
- 春花秋月（1975）
- 吾土吾民（1975）
- 誰家母雞不生蛋（1975）
- 俠骨柔情赤子心（1978）
- 火燒紅蓮寺（1979）
- 結婚三級跳（1979）
- 早安台北（1979）...石奶奶（院長）
- 再見台北（1979）...石奶奶
- 春之晨（1979）
- 心酸酸（1980）
- 十萬山風雲（1980）
- 錯體情（1980）
- 魔鬼剋星（1980）
- 阿財笑譚（1981）
- 佻皮俏冤家（1981）
- 瘋狂大發財（1981）
- 夢的衣裳（1981）...紀媽
- 九彎十八轉（1982）
- 燃燒吧！火鳥（1982）...秋娥
- 鄉下阿郎（1983）
- 煉獄天使（1987）
- 打通關（1990）
- 紅柿子（1995）

### 電視劇
- 碧海青天夜夜心（1967）
- 陶姑媽劇集（1970）...陶姑媽
- 紅樓夢（1976）...劉姥姥
- 絕代雙驕（1977）...馬妻
- 奇中奇...奶娘
- 滿園春...陳媽
- 神州英豪...李婆婆
- 周三劇場－圓房（1976）...劉媽
- 周三劇場－金鈕扣（1976）...田大奶奶
- 周三劇場－金針（1976）...周媽
- 周三劇場－閣樓迷霧（1976）...周媽
- 周三劇場－風雨故人來（1976）...陳奶奶
- 周三劇場－古宅（1976）...龔老太太
- 周三劇場－八字（1976）...奶媽
- 周三劇場－鐵扇書生（1976）...焦大娘
- 周三劇場－原形（1978）...老婦
- 周三劇場－高陞客棧（1978）...大娘
- 周三劇場－金鼎當舖（1978）...郭大娘
- 周三劇場－天亮了（1978）...邵妻
- 周三劇場－綠波潭的秘密（1978）...周嫂子
- 俠影香踪（1980） ...黃臉婆
- 梅嶺飄香 ...莫婆婆
- 姐妹花 ...張邱氏
- 比翼雙雙飛（1981）...奶娘
- 彩鳳飛（1981）...吳大娘
- 明月天涯（1983）
- 星星知我心（1983）...謝阿妹
- 星星的故鄉（1984，星星知我心續集）...謝阿妹
- 阿郎與彬彬...唐奶奶
- 我心深處（1986）客串
- 人之初（1984）...羅母
- 包青天　孝子章洛（1993）...章母

### 舞台劇
- 釵頭鳳（1944）
- 春霧雲疊（1944）
- 春殘夢斷（1944）
- 情宮怨（1947）
- 陽關三疊（1949）
- 野玫瑰（1950）
- 樑上君子（1950）
- 祖國之戀（1951）
- 春到人間（1951）
- 血海花（1955）
- 文饉圖（1955）

## 外部連結
- 陶述在互联网电影资料库（IMDb）上的資料（英文）
- 陶述在香港影庫上的簡介
- 陶述在时光网上的簡介（简体中文）
- 陶述在豆瓣上的资料（简体中文）